# HD 184936
HD 184936，又名BD+59 2060，SAO 18395、HR 7448，是一颗恒星，视星等为6.29，位于銀經91.89，銀緯18.38，其B1900.0坐标为赤經19h 31m 35.9s，赤緯+59° 18.38′ 24″。